# Каменно-Ангарск
Ка́менно-Анга́рск — село в Черемховском районе Иркутской области России. Административный центр Каменно-Ангарского муниципального образования.

## География
Село находится на расстоянии примерно 25 км к северо-востоку от города Черемхово, административного центра района.

## Население
| 2002 | 2010 | 2011 | 2012 |
| ---- | ---- | ---- | ---- |
| 504  | ↘341 | ↘340 | ↘339 |

## Улицы
| - ул. Ангарская, - ул. Береговая, - ул. Зелёная, | - ул. Молодёжная, - ул. Набережная, - ул. Совхозная, | - ул. Степная, - ул. Федяевская, - ул. Центральная. |